# Neogomphus edenticulatus
Neogomphus edenticulatus – gatunek ważki z rodziny gadziogłówkowatych (Gomphidae). Występuje na terenie Ameryki Południowej.